# NEEM Camp

Localização do NEEM Camp

O NEEM Camp era uma pequena instalação de pesquisa no manto de gelo do norte da Groenlândia, usada como base para a perfuração de núcleos de gelo. Localizava-se cerca de 313 km a leste da costa mais próxima, Peabody Bay no norte da Groenlândia, 275 km a noroeste do histórico acampamento North Ice, e 484 km a leste-nordeste de Siorapaluk, o assentamento mais próximo. Havia uma barraca pesada para acomodação dos pesquisadores durante o verão. O acesso era por skiway (pista de neve). 79° N, 50° O
A sigla NEEM significa North Greenland Eemian Ice Drilling. 